# Classique d'Ordizia 2015
La 92e édition de la Classique d'Ordizia a eu lieu le 25 juillet 2015. La course fait partie du calendrier UCI Europe Tour 2015 en catégorie 1.1.
L'épreuve a été remportée lors d'un sprint à trois par l'Espagnol Ángel Madrazo (Caja Rural-Seguros RGA) devant deux de ses compatriotes, à savoir respectivement Ion Izagirre (Movistar) et son coéquipier Amets Txurruka.
Les Espagnols remportent également les classements annexes par l'intermédiaire d'Eneko Lizarralde (Murias Taldea) qui remporte le classement de la montagne et de Juan Carlos Riutort (Burgos BH) qui s'adjuge le classement des Metas Volantes. De plus la formation espagnole Caja Rural-Seguros RGA gagne le classement par équipes.

## Présentation

### Équipes
Classée en catégorie 1.1 de l'UCI Europe Tour, la Classique d'Ordizia est par conséquent ouverte aux WorldTeams dans la limite de 50 % des équipes participantes, aux équipes continentales professionnelles, aux équipes continentales et aux équipes nationales.
Onze équipes participent à cette Classique d'Ordizia - deux WorldTeams, trois équipes continentales professionnelles et six équipes continentales :
| UCI WorldTeams  | UCI WorldTeams | UCI WorldTeams |
| Nom de l'équipe | Pays           | Code           |
| --------------- | -------------- | -------------- |
| Movistar        | Espagne        | MOV            |
| Orica-GreenEDGE | Australie      | OGE            |

| Équipes continentales professionnelles | Équipes continentales professionnelles | Équipes continentales professionnelles |
| Nom de l'équipe                        | Pays                                   | Code                                   |
| -------------------------------------- | -------------------------------------- | -------------------------------------- |
| Caja Rural-Seguros RGA                 | Espagne                                | CJR                                    |
| Cofidis                                | France                                 | COF                                    |
| RusVelo                                | Russie                                 | RVL                                    |

| Équipes continentales | Équipes continentales  | Équipes continentales |
| Nom de l'équipe       | Pays                   | Code                  |
| --------------------- | ---------------------- | --------------------- |
| Burgos BH             | Espagne                | BUR                   |
| Efapel                | Portugal               | EFP                   |
| Idea 2010 ASD         | Italie                 | IDE                   |
| Inteja-MMR Dominican  | République dominicaine | DCT                   |
| Keith Mobel-Partizan  | Serbie                 | KMP                   |
| Murias Taldea         | Espagne                | MUR                   |

### Règlement de la course

#### Primes
Les vingt prix sont attribués suivant le barème de l'UCI,. Le total général des prix distribués est de 14 477 €.
| Position | 1er     | 2e      | 3e      | 4e    | 5e    | 6e    | 7e    | 8e    | 9e    | 10e à 20e |
| Prix     | 5 785 € | 2 895 € | 1 445 € | 715 € | 580 € | 433 € | 433 € | 287 € | 287 € | 147 €     |

## Classements

### Classement final
| Classement final | Classement final | Classement final | Classement final       | Classement final   |
|                  | Coureur          | Pays             | Équipe                 | Temps              |
| ---------------- | ---------------- | ---------------- | ---------------------- | ------------------ |
| 1er              | Ángel Madrazo    | Espagne          | Caja Rural-Seguros RGA | en 4 h 16 min 39 s |
| 2e               | Ion Izagirre     | Espagne          | Movistar               | + 0 s              |
| 3e               | Amets Txurruka   | Espagne          | Caja Rural-Seguros RGA | + 0 s              |
| 4e               | Cameron Meyer    | Australie        | Orica-GreenEDGE        | + 6 s              |
| 5e               | Ivan Santaromita | Italie           | Orica-GreenEDGE        | + 11 s             |
| 6e               | Luca Cappelli    | Italie           | Idea 2010 ASD          | + 11 s             |
| 7e               | David Belda      | Espagne          | Burgos BH              | + 11 s             |
| 8e               | Garikoitz Bravo  | Espagne          | Murias Taldea          | + 11 s             |
| 9e               | Sergey Firsanov  | Russie           | RusVelo                | + 23 s             |
| 10e              | Simon Clarke     | Australie        | Orica-GreenEDGE        | + 35 s             |
| modifier         |                  |                  |                        |                    |

### Classements annexes
| Classement de la montagne | Classement de la montagne | Classement de la montagne | Classement de la montagne | Classement de la montagne |
| ------------------------- | ------------------------- | ------------------------- | ------------------------- | ------------------------- |
|                           | Coureur                   | Pays                      | Équipe                    | Point(s)                  |
| 1er                       | Eneko Lizarralde          | Espagne                   | Murias Taldea             | 10 points                 |
| 2e                        | Amets Txurruka            | Espagne                   | Caja Rural-Seguros RGA    | 6 pts                     |
| 3e                        | Ángel Madrazo             | Espagne                   | Caja Rural-Seguros RGA    | 5 pts                     |
| modifier                  |                           |                           |                           |                           |

| Classement des Metas Volantes | Classement des Metas Volantes | Classement des Metas Volantes | Classement des Metas Volantes | Classement des Metas Volantes |
| ----------------------------- | ----------------------------- | ----------------------------- | ----------------------------- | ----------------------------- |
|                               | Coureur                       | Pays                          | Équipe                        | Point(s)                      |
| 1er                           | Juan Carlos Riutort           | Espagne                       | Burgos BH                     | 9 points                      |
| 2e                            | Rafael Silva                  | Portugal                      | Efapel                        | 4 pts                         |
| 3e                            | José Joaquín Rojas            | Espagne                       | Movistar                      | 2 pts                         |
| modifier                      |                               |                               |                               |                               |

| \| Classement par équipes[1] \| Classement par équipes[1] \| Classement par équipes[1] \| Classement par équipes[1] \| \| \| Équipe \| Pays \| Temps \| \| ------------------------- \| ------------------------- \| ------------------------- \| ------------------------- \| \| 1re \| Caja Rural-Seguros RGA \| Espagne \| en 12 h 50 min 32 s \| \| 2e \| Orica-GreenEDGE \| Australie \| + 17 s \| \| 3e \| Movistar \| Espagne \| + 1 min 12 s \| \| modifier \| \| \| \| |                        |           |                     |
| Classement par équipes |                        |           |                     |
| | Équipe                 | Pays      | Temps               |
| 1re | Caja Rural-Seguros RGA | Espagne   | en 12 h 50 min 32 s |
| 2e | Orica-GreenEDGE        | Australie | + 17 s              |
| 3e | Movistar               | Espagne   | + 1 min 12 s        |
| modifier |                        |           |                     |

### UCI Europe Tour
Cette Classique d'Ordizia attribue des points pour l'UCI Europe Tour 2015, par équipes seulement aux coureurs des équipes continentales professionnelles et continentales, individuellement à tous les coureurs sauf ceux faisant partie d'une équipe ayant un label WorldTeam.
| Position,          | 1er | 2e | 3e | 4e | 5e | 6e | 7e | 8e | 9e | 10e | 11e | 12e |
| Classement général | 80  | 56 | 32 | 24 | 20 | 16 | 12 | 8  | 7  | 6   | 5   | 3   |

## Liste des participants
- Liste de départ complète

| Légende | Légende                                                                    | Légende | Légende                                                    |
| ------- | -------------------------------------------------------------------------- | ------- | ---------------------------------------------------------- |
| Num     | Dossard de départ porté par le coureur sur cette Classique d'Ordizia       | Pos     | Position à l'arrivée de la course                          |
|         | Indique un maillot de champion national ou mondial, suivi de sa spécialité | NP      | Indique un coureur qui n'a pas pris le départ de la course |
| AB      | Indique un coureur qui n'a pas terminé la course                           | HD      | Indique un coureur qui a terminé la course hors des délais |

| Movistar MOV                            | Movistar MOV             | Movistar MOV |
| --------------------------------------- | ------------------------ | ------------ |
| Num                                     | Coureur                  | Pos          |
| 1                                       | Ion Izagirre (ESP)       | 2e           |
| 2                                       | Jesús Herrada (ESP)      | 12e          |
| 3                                       | Igor Antón (ESP)         | 24e          |
| 4                                       | Beñat Intxausti (ESP)    | 58e          |
| 5                                       | Javier Moreno (ESP)      | 49e          |
| 6                                       | José Joaquín Rojas (ESP) | 19e          |
| 7                                       | Rory Sutherland (AUS)    | 51e          |
| 8                                       | Juan José Lobato (ESP)   | 60e          |
| 9                                       | Enrique Sanz (ESP)       | 59e          |
| 10                                      | Marc Soler (ESP)         | 55e          |
| Directeur sportif : José Luis Jaimerena |                          |              |

| Orica-GreenEDGE OGE               | Orica-GreenEDGE OGE       | Orica-GreenEDGE OGE |
| --------------------------------- | ------------------------- | ------------------- |
| Num                               | Coureur                   | Pos                 |
| 11                                | Simon Clarke (AUS)        | 10e                 |
| 12                                |                           |                     |
| 13                                | Damien Howson (AUS)       | 21e                 |
| 14                                | Jens Keukeleire (BEL)     | AB                  |
| 15                                | Christian Meier (CAN)     | 15e                 |
| 16                                | Cameron Meyer (AUS)       | 4e                  |
| 17                                | Magnus Cort Nielsen (DEN) | AB                  |
| 18                                | Ivan Santaromita (ITA)    | 5e                  |
| 19                                |                           |                     |
| 20                                |                           |                     |
| Directeur sportif : Neil Stephens |                           |                     |

| Caja Rural-Seguros RGA CJR             | Caja Rural-Seguros RGA CJR | Caja Rural-Seguros RGA CJR |
| -------------------------------------- | -------------------------- | -------------------------- |
| Num                                    | Coureur                    | Pos                        |
| 21                                     | Amets Txurruka (ESP)       | 3e                         |
| 22                                     | Carlos Barbero (ESP)       | 56e                        |
| 23                                     | Hugh Carthy (GBR)          | 63e                        |
| 24                                     | Fabricio Ferrari (URU)     | 30e                        |
| 25                                     | Fernando Grijalba (ESP)    | 33e                        |
| 26                                     | Ángel Madrazo (ESP)        | 1er                        |
| 27                                     | Heiner Parra (COL)         | 11e                        |
| 28                                     | Eduard Prades (ESP)        | 52e                        |
| 29                                     | Javier Aramendia (ESP)     | AB                         |
| 30                                     | Miguel Ángel Benito (ESP)  | 46e                        |
| Directeur sportif : Eugenio Goikoetxea |                            |                            |

| Cofidis COF                         | Cofidis COF             | Cofidis COF |
| ----------------------------------- | ----------------------- | ----------- |
| Num                                 | Coureur                 | Pos         |
| 31                                  | Yoann Bagot (FRA)       | 18e         |
| 32                                  | Romain Hardy (FRA)      | 32e         |
| 33                                  | Rudy Molard (FRA)       | 45e         |
| 34                                  | Adrien Petit (FRA)      | 42e         |
| 35                                  | Stéphane Rossetto (FRA) | 14e         |
| 36                                  | Anthony Turgis (FRA)    | 17e         |
| 37                                  | Louis Verhelst (BEL)    | AB          |
| 38                                  |                         |             |
| 39                                  |                         |             |
| 40                                  |                         |             |
| Directeur sportif : Jacques Decrion |                         |             |

| RusVelo RVL                        | RusVelo RVL               | RusVelo RVL |
| ---------------------------------- | ------------------------- | ----------- |
| Num                                | Coureur                   | Pos         |
| 41                                 | Sergey Firsanov (RUS)     | 9e          |
| 42                                 | Ivan Balykin (RUS)        | 53e         |
| 43                                 | Igor Boev (RUS)           | HD          |
| 44                                 | Alexander Foliforov (RUS) | 31e         |
| 45                                 | Roman Maikin (RUS)        | 44e         |
| 46                                 | Kirill Pozdnyakov (RUS)   | 37e         |
| 47                                 | Alexander Rybakov (RUS)   | 47e         |
| 48                                 | Andrey Solomennikov (RUS) | AB          |
| 49                                 |                           |             |
| 50                                 |                           |             |
| Directeur sportif : Serhiy Honchar |                           |             |

| Burgos BH BUR                              | Burgos BH BUR             | Burgos BH BUR |
| ------------------------------------------ | ------------------------- | ------------- |
| Num                                        | Coureur                   | Pos           |
| 51                                         | David Belda (ESP)         | 7e            |
| 52                                         | Jesús del Pino (ESP)      | 57e           |
| 53                                         | Darío Hernández (ESP)     | 38e           |
| 54                                         | Víctor Martín (ESP)       | 50e           |
| 55                                         | Igor Merino (ESP)         | 16e           |
| 56                                         | Juan Carlos Riutort (ESP) | 39e           |
| 57                                         | Ibai Salas (ESP)          | 34e           |
| 58                                         | Pablo Torres (ESP)        | 26e           |
| 59                                         | Arnau Solé (ESP)          | 27e           |
| 60                                         | Sebastián Mascaro (ESP)   | HD            |
| Directeur sportif : Julio Andrés Izquierdo |                           |               |

| Murias Taldea MUR                 | Murias Taldea MUR        | Murias Taldea MUR |
| --------------------------------- | ------------------------ | ----------------- |
| Num                               | Coureur                  | Pos               |
| 61                                | Garikoitz Bravo (ESP)    | 8e                |
| 62                                | Aritz Bagües (ESP)       | 22e               |
| 63                                | Mikel Bizkarra (ESP)     | 13e               |
| 64                                | Imanol Estévez (ESP)     | 28e               |
| 65                                | Egoitz García (ESP)      | 40e               |
| 66                                | Jon Ander Insausti (ESP) | AB                |
| 67                                | Unai Intziarte (ESP)     | AB                |
| 68                                | Beñat Txoperena (ESP)    | 25e               |
| 69                                | Adrián González (ESP)    | 43e               |
| 70                                | Eneko Lizarralde (ESP)   | 41e               |
| Directeur sportif : Jon Odriozola |                          |                   |

| Idea 2010 ASD IDE                | Idea 2010 ASD IDE        | Idea 2010 ASD IDE |
| -------------------------------- | ------------------------ | ----------------- |
| Num                              | Coureur                  | Pos               |
| 71                               | Maurizio Damiano (ITA)   | AB                |
| 72                               | Luca Cappelli (ITA)      | 6e                |
| 73                               | Mirko Torta (ITA)        | AB                |
| 74                               | Matteo Malucelli (ITA)   | AB                |
| 75                               | Alessandro Pettiti (ITA) | AB                |
| 76                               | Matteo Spreafico (ITA)   | 61e               |
| 77                               | Marco Tizza (ITA)        | 29e               |
| 78                               | Davide Viganò (ITA)      | AB                |
| 79                               |                          |                   |
| 80                               |                          |                   |
| Directeur sportif : Alberto Elli |                          |                   |

| Efapel EFP                        | Efapel EFP                  | Efapel EFP |
| --------------------------------- | --------------------------- | ---------- |
| Num                               | Coureur                     | Pos        |
| 81                                | David de la Fuente (ESP)    | 20e        |
| 82                                | Arkaitz Durán (ESP)         | AB         |
| 83                                | Diogo Santos (POR)          | AB         |
| 84                                | Domingos Gonçalves (POR)    | AB         |
| 85                                | Óscar González Brea (ESP)   | AB         |
| 86                                | Rafael Silva (POR)          | 48e        |
| 87                                | Diego Rubio Hernández (ESP) | 23e        |
| 88                                |                             |            |
| 89                                |                             |            |
| 90                                |                             |            |
| Directeur sportif : Américo Silva |                             |            |

| Keith Mobel-Partizan KMP          | Keith Mobel-Partizan KMP          | Keith Mobel-Partizan KMP |
| --------------------------------- | --------------------------------- | ------------------------ |
| Num                               | Coureur                           | Pos                      |
| 91                                | José Luis Roldán (ESP)            | AB                       |
| 92                                | Carlos Lorente (ESP)              | 35e                      |
| 93                                | Juan Jesús Martínez (ESP)         | AB                       |
| 94                                | Juan Jesús Mata (ESP)             | AB                       |
| 95                                |                                   |                          |
| 96                                | Juan Carlos Ramírez Navarro (ESP) | AB                       |
| 97                                | Javier Valero (ESP)               | HD                       |
| 98                                |                                   |                          |
| 99                                |                                   |                          |
| 100                               |                                   |                          |
| Directeur sportif : Javier Chacón |                                   |                          |

| Inteja-MMR Dominican DCT        | Inteja-MMR Dominican DCT | Inteja-MMR Dominican DCT |
| ------------------------------- | ------------------------ | ------------------------ |
| Num                             | Coureur                  | Pos                      |
| 101                             | Adderlyn Cruz (DOM)      | 54e                      |
| 102                             |                          |                          |
| 103                             |                          |                          |
| 104                             | Rubén Menéndez (ESP)     | 62e                      |
| 105                             | Israel Nuño (ESP)        | 36e                      |
| 106                             |                          |                          |
| 107                             | Jonathan Sarmiento (COL) | AB                       |
| 108                             | Joaquín Sobrino (ESP)    | AB                       |
| 109                             |                          |                          |
| 110                             |                          |                          |
| Directeur sportif : José Barbas |                          |                          |